# 科尔梅
科尔梅（法語：Colmey，法語發音：[kɔlmɛ]）是法国默尔特-摩泽尔省的一个市镇，属于布里埃区。

## 地理
科尔梅（49°27'28"N, 5°33'27"E）面积9.9 平方千米，位于法国大東部大區默尔特-摩泽尔省，该省份为法国东北部内陆省份，是洛林的一部分，北邻比利时、卢森堡，北起顺时针与摩泽尔省、下莱茵省、孚日省和默兹省接壤。
与科尔梅接壤的市镇（或旧市镇、城区）包括：沙朗西-沃赞、大法伊、隆吉永、小法伊、圣让莱隆吉永、维莱特。

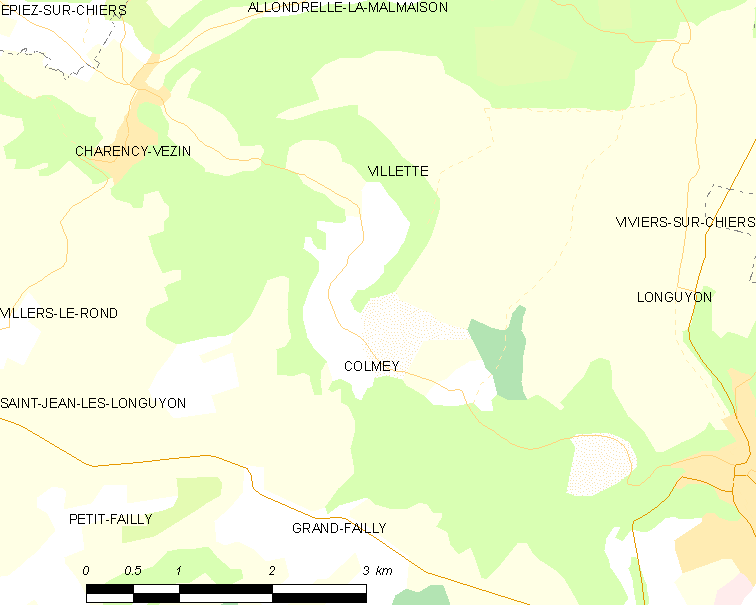
科尔梅的OSM定位图

科尔梅的时区为UTC+01:00、UTC+02:00（夏令时）。

## 行政
科尔梅的邮政编码为54260，INSEE市镇编码为54134。

## 政治
科尔梅所属的省级选区为蒙圣马丹县。

## 人口

1962-2008年间科尔梅人口变化图示

科尔梅于2022年1月1日时的人口数量为244人。